# Akmarijp
Akmarijp (en frison : Eagmaryp) est un village de la commune néerlandaise de De Fryske Marren, situé dans la province de Frise.

## Géographie
le village, jumeau de celui de Terkaple au nord, est situé dans le nord de la commune, à 4 km de Joure.

## Histoire
Akmarijp fait partie de la commune de Skarsterlân avant le 1er janvier 2014, où celle-ci fusionne avec Gaasterlân-Sleat et Lemsterland pour former la nouvelle commune de De Friese Meren, devenue De Fryske Marren en 2015.

## Démographie
Le 1er janvier 2018, le village comptait 110 habitants.